# Georgiana, Alabama
Georgiana là một thị trấn thuộc quận Butler, tiểu bang Alabama, Hoa Kỳ. Dân số năm 2009 là 1550 người, mật độ đạt 96 người/km².